# Сражение при Чальчуапе
Битва при Чальчуапе (исп. Batalla de Chalchuapa) — вооружённое столкновение между армиями Сальвадора и Гватемалы, происходившее 1–2 апреля 1885 года близ города Чальчуапа на западе Сальвадора.

## История

### Предпосылки к войне
После окончания Второй гражданской войны в Центральной Америке с 1838 по 1841 год Коста-Рика, Сальвадор, Гватемала, Гондурас и Никарагуа существовали как независимые государства, которые больше не были регионами в Соединённых провинциях Центральной Америки.
Во время Либеральной революции 30 апреля 1871 года дивизионный генерал Хусто Руфино Барриос помог другому дивизионному генералу Мигелю Гарсиа Гранадосу-и-Савала прийти к власти и стать президентом Гватемалы, свергнув в процессе президента Висенте Серна-и-Серна Сандоваля. Позже Барриос сам стал президентом в 1873 году после того, как Гарсия Гранадос ушёл в отставку.

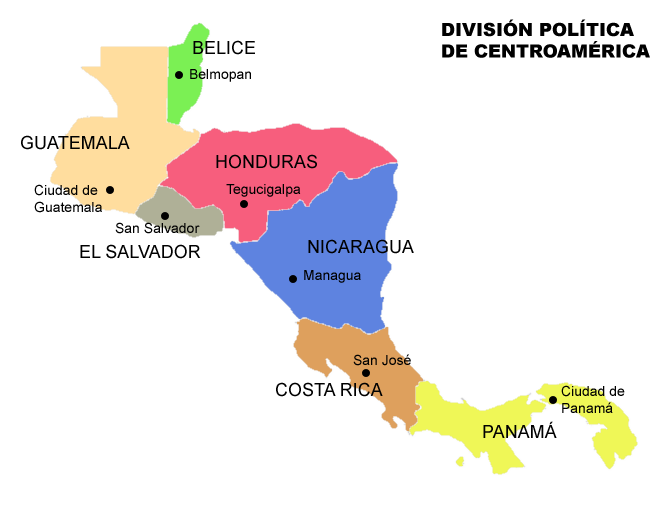
Политическая карта Центральной Америки

Барриос верил в воссоединение Центральной Америки и хотел создать и возглавить новый союз; он был вдохновлен объединением Германии Отто фон Бисмарком.
28 февраля 1885 года Барриос провозгласил себя президентом Центральной Америки и заявил, что он имеет высшую власть над всеми странами Центральной Америки. Национальное собрание Гватемалы одобрило заявление Барриоса на заседании 5 марта. Барриос считал, что другие страны Центральной Америки присоединятся к его союзу, но только Гондурас одобрил декларацию Барриоса 7 марта. Коста-Рика, Сальвадор и Никарагуа предпочли независимость и осудили декларацию.

### Война
Тогда разгневанный Барриос мобилизовал 10 марта 1885 года гватемальскую армию, готовясь сформировать свой союз силой. 29 марта 1885 года во второй половине дня началась война. Барриос полагал, что угроза применения военной силы заставит Сальвадор подчиниться, но его уведомили, что президент Сальвадора Рафаэль Сальдивар-и-Ласо собирает собственную армию для защиты страны от вторжения гватемальцев.

### 1 апреля
Сальвадорцы под командованием Адана Мора укрепились в городе Чалчуапа и ждали нападения неприятеля. Около 11 утра по местному времени гватемальцы начали артиллерийский обстрел города, чтобы ослабить сальвадорские укрепления и сломить боевой дух оборонявшихся. Артиллерийский обстрел продолжался до 15 часов.

### 2 апреля
В 6 часов утра по местному времени Камило Альварес двинулся, чтобы захватить дорогу, соединяющую Чалчуапу с Санта-Аной, а Луис Молина прикрыл Альвареса с флангов. Город был окружен в 9 утра. Сам Барриос возглавил дивизию и атаковал укрепленные сальвадорские позиции. Барриос был убит в бою сальвадорскими солдатами; пуля попала в сердце и он упал с лошади. В других сообщениях утверждается, что он был случайно застрелен гватемальским солдатом.
Фелипе Крус принял командование гватемальской армией после смерти Барриоса и продолжил сражаться. Он пытался скрыть известие о смерти Барриоса от солдат, но когда новость о смерти командира распространилась, боевой дух резко упал и Круз приказал отступить. Сальвадорцы узнали о смерти Барриоса и отступлении гватемальцев только на следующий день.

### Окончание войны
Президент Сальвадора Рафаэль Сальдивар-и-Ласо попытался заключить мир с Крузом после битвы при Чальчуапе, но последний отклонил мирное предложение. Мир между Гватемалой и Сальвадором был заключен лишь после того, как Сальдивара сменил на посту Франсиско Менендес.